# Get Right
Get Right è il primo singolo estratto dal quarto album di Jennifer Lopez Rebirth. Pubblicato nei primi mesi del 2005 ha raggiunto la posizione #12 della Billboard Hot 100, ma ha ottenuto la vetta delle classifiche di molti paesi in cui il singolo è stato pubblicato, diventando uno dei maggiori successi della cantante. In Italia è stato al primo posto nella classifica dei singoli più venduti per due settimane consecutive.
Il brano scritto da Rich Harrison e prodotto da Harrison e Cory Rooney, usa un campionamento di Soul Power 74, brano scritto da James Brown e interpretato dai Maceo & the Macks nel 1974. Nel testo la Lopez parla della sua impazienza nel voler conoscere un uomo conosciuto in un nightclub, senza troppi preamboli o corteggiamenti.
La canzone era stata inizialmente registrata da Usher con il titolo Ride ma non venne inserita nel suo album Confessions. E il video ha raccolto quattro nomination all'MTV Video Music Awards del 2005: "miglior video dance", "miglior regia", "miglior coreografia" e "miglior montaggio". Esiste anche un video alternativo per il remix di Get Right con il rapper Fabolous che prende segmenti del video originale usando solo lo sfondo grigio.
Jennifer Lopez ha dato il via a una performance di Get Right ai NRJ Awards del 2005 durante il quale sbucava da dietro a una porta in cima alle scale del palco francese.

## Descrizione
Il brano era stato cantato da Usher e presentava il titolo Ride, ma l'artista ha deciso di non inserirlo nel suo album Confessions e il produttore Harrison l'ha perciò affidato a Jennifer Lopez. È stato prodotto anche un remix, con la collaborazione del rapper Fabolous, ed è presente come dodicesima traccia di Rebirth.
È molto conosciuto per l'uso del monotono e strombazzante corno suonato da Maceo Parker in una parte di Soul Power 74, cover strumentale del brano omonimo di James Brown del 1971. Il brano presenta anche l'interpolazione di una strofa del brano Ride di Usher, con la stessa base strumentale e il sample di Soul Power 74.
Get Right è un brano dance dal ritmo veloce con elementi di musica funk. È stato paragonato da alcuni critici ad alcuni brani di Beyoncé, e Sal Cinquemani di Slant Magazine ha ribattuto che si rifà a Crazy in Love, che era stato anch'esso prodotto da Harrison.

## Accoglienza
Alexis Petridis dal The Guardian l'ha definito "brillante" e ha scritto che fa il suo lavoro con una precisione quasi spietata. Mike Schiller da PopMatters ha commentato che il brano è "più vivace e autentico di quanto una canzone di Jennifer Lopez non lo sia mai stata . Il brano si mantiene semplice".
In una recensione più critica, Kathi Kamen Goldmark da Common Sense Media ha scritto che la canzone "si fa strada con i maniacali corni a ripetizione e con quella specie di energia contagiosa che è tale da far ignorare la sua debole voce". Sal Cinquemani da Slant Magazine è stato della stessa opinione e ha criticato la voce dell'artista, scrivendo: "l'incessante sonorità ciclica del corno in Get Right è terribile all'inverosimile, e la pronuncia nasale di Jennifer Lopez accentua l'aspetto più debole della sua voce: ossia il fatto che effettivamente non sappia cantare". Nathan Rabin dal The A.V. Club ha scritto una recensione meno dura, affermando:
()

## Il video
Il video per Get Right diretto da Francis Lawrence vede la Lopez interpretare diversi personaggi in un nightclub: una disc jockey (la vera protagonista del video), una ragazza brasiliana vestita con un abito nero succinto e molto corto che danza sul bancone del bar, la barista, una timida ragazza occhialuta, una celebrità, ed altre tre persone che frequentano il locale.
Il video inizia con un uomo all'ingresso secondario del nightclub in una strada apparentemente in abbandono, completamente deserta, ma semi-illuminata da luci nei dintorni. Una giovane donna vista di spalle, con un casco di capelli riccioluti, s'avvia per questa strada accompagnata dalla figlia undicenne e si fa aprire dall'uomo per entrare.
La bambina va a sedersi e la donna si toglie il cappotto. In contemporanea, vediamo una Jennifer occhialuta, bionda, che parla con un'amica, e poi un'altra Jennifer che indossa il cappotto all'ingresso che sta parlando al telefono. La scena si sposta poi sugli schermi della tv del locale, dove in immagini sovrapposte, appare Jennifer come disc jockey iniziare a muovere passi cadenzati e ritmici. Sullo schermo si profila Jennifer Lopez in piedi con un paio di pantaloncini in pelle e un top nero che sovrasta il ventre scoperto sul quale si staglia un cappottino a maniche vuote con un cappuccio sormontato da una pelliccia e i capelli arruffati dal vento e troneggia su una parete grigia. La barista intanto porta da bere e una ragazza bionda (sempre Jennifer) le chiede un aperitivo. Una ragazza (ch'è J. Lo) discute col suo ragazzo che non dovrebbe guardare affascinato la disc jockey e s'allontana, mentre intanto la timida occhialuta si fa spazio tra la folla e la madre della bambina vista prima si spoglia del cappotto, sale sul bancone del bar e comincia a ballare, mentre tutte le Jennifer del locale la guardano o continuano con i "loro" ruoli.
Frattanto, la bambina ascolta la canzone su un walk-man e una ragazza guarda sorpresa la nuova Jennifer. Sennonché la disc jockey è ora supportata dalla coreografia di alcuni ballerini maschi e tutte le ragazze del locale guardano il video. Poi, la Jennifer barista esce di scena e s'alterna alle altre sue copie che sono esterrefatte, perché i presenti del locale si stanno animando.
Sulla fine del video la Jennifer che balla al bancone libera il posto, guarda la bambina (ch'è la figlia di Marc Anthony) e sorride in modo complice chinandosi verso di lei.
Il video ha debuttato in Total Request Live di MTV il 7 gennaio 2005 alla numero dieci. Si è mantenuto 38 giorni nel programma, ed è stato 2 giorni in vetta al countdown.

## Tracce
CD 1
1. "Get Right" (Album Version)
2. "Get Right" (Remix featuring Fabolous)

CD 1 (extra tracks)
1. "Get Right" (Album Version)
2. "Get Right" (Remix featuring Fabolous)
3. "Love Don't Cost a Thing"
4. "If You Had My Love"
5. "Get Right" (Instrumental)

CD 2
1. "Get Right" (Album Version)
2. "Love Don't Cost a Thing" (RJ Schoolyard Mix featuring Fat Joe)
3. "If You Had My Love" (Darkchild Edit)
4. "Get Right" (Instrumental)
5. "Get Right" (Video)

12" single
Side A:
1. "Get Right" (Remix featuring Fabolous)
2. "Get Right" (Pop Mix featuring Fabolous)
3. "Get Right" (Louie Vega) (Radio Mix)

Side B:
1. "Get Right" (Louie Vega Club Mix)
2. "Get Right" (Louie Vega Roots Dub)
3. "Get Right" (Louie Vega Instrumental Mix)

7" single
Side A:
1. "Get Right" (Pop Mix featuring Fabolous)

Side B:
1. "Hold You Down" (featuring Fat Joe)

Promo single (unreleased)
1. "Get Right" (Full Intention Extended Vocal Mix)
2. "Get Right" (Full Intention Extended Vocal Dub)

## Remix ufficiali
- Album version featuring Fabolous
- Album version
- Hip Hop Mix featuring Fabolous
- Hip Hop Mix
- Pop Mix
- Full Intention Extended Vocal Mix
- Full Intention Extended Vocal Dub
- Louie Vega Club Mix
- Louie Vega Radio Mix
- Louie Vega Roots Dub
- Louie Vega Instrumental
- Terror Squad Remix featuring Remy Ma
- Reggaeton Remix
- Instrumental
- Acapella
- DJ Envy Remix featuring Usher & Fabolous

## Classifiche
| Classifica (2005) | Posizione massima |
| ----------------- | ----------------- |
| Australia         | 3                 |
| Austria           | 11                |
| Belgio (Fiandre)  | 3                 |
| Belgio (Vallonia) | 2                 |
| Canada            | 3                 |
| Danimarca         | 3                 |
| Finlandia         | 4                 |
| Francia           | 2                 |
| Germania          | 7                 |
| Irlanda           | 1                 |
| Italia            | 1                 |
| Norvegia          | 7                 |
| Nuova Zelanda     | 2                 |
| Paesi Bassi       | 3                 |
| Regno Unito       | 1                 |
| Spagna            | 3                 |
| Svezia            | 11                |
| Svizzera          | 3                 |
| Stati Uniti       | 12                |
| Ungheria          | 3                 |

### Classifiche di fine anno
| Classifica (2005) | Posizione |
| ----------------- | --------- |
| Australia         | 29        |
| Austria           | 62        |
| Belgio (Fiandre)  | 26        |
| Belgio (Vallonia) | 18        |
| Irlanda           | 17        |
| Italia            | 17        |
| Paesi Bassi       | 72        |
| Regno Unito       | 23        |
| Stati Uniti       | 82        |
| Svezia            | 99        |
| Svizzera          | 14        |